# Roberto Sierra Aguero
Roberto Sierra Aguero (Camargo, Cantàbria, 21 de març de 1967) va ser un ciclista espanyol, que fou professional del 1989 fins al 1999. De la seva carrera destaca la victòria final a la Volta a La Rioja de 1996.

## Palmarès
- 1996
  - 1r a la Volta a La Rioja

### Resultats al Tour de França
- 1992. Abandona (11a etapa)
- 1994. Abandona (14a etapa)
- 1996. 41è de la classificació general
- 1997. 78è de la classificació general
- 1998. Abandona (18a etapa)

### Resultats a la Volta a Espanya
- 1993. 47è de la classificació general
- 1994. 32è de la classificació general
- 1995. 55è de la classificació general
- 1998. 54è de la classificació general

### Resultats al Giro d'Itàlia
- 1995. 55è de la classificació general